# Dresden-klass
Dresden-klassen var ett par lätta kryssare som byggdes för den kejserliga tyska flottan i början av 1900-talet. Klassen bestod av SMS Dresden och SMS Emden. Båda fartygen byggdes 1906; Dresden sjösattes 1907 och Emden följde 1908. De togs i tjänst 1908 respektive 1909. Konstruktionen för fartygen var en gradvis förbättring jämfört med den föregående Königsberg-klassen, de var något större och något snabbare, men hade samma primära beväpning med tio 10,5 cm kanoner. Dresden och Emden drevs av ångturbiner respektive trippelexpansionsmotorer, som en del av fortsatta experiment med den nya turbintekniken.
Båda fartygen tjänstgjorde i stor utsträckning vid utländska baser; Emden var tilldelad den östasiatiska eskadern från och med sin idrifttagning, och Dresden skickades till Västindien 1913. Dresden skulle återvända till Tyskland för underhåll strax före utbrottet av första världskriget i augusti 1914, men detta blev omöjligt när fientligheterna inleddes. Hon började med att jaga handelsfartyg, innan hon anslöt sig till viceamiral Maximilian von Spees Ostasieneskader. Dresden deltog därefter i slaget vid Coronel i november 1914 och i slaget vid Falklandsöarna i december följande år. Hon var det enda tyska fartyget som undgick att förstöras vid det senare engagemanget, och hon lyckades undvika fientliga styrkor i ytterligare flera månader. Dresden lade slutligen till på den chilenska ön Robinson Crusoe-ön i mars 1915 på grund av utslitna motorer. Ett par brittiska kryssare bröt mot den chilenska neutraliteten och anföll Dresden medan hon låg för ankar; tyskarna sänkte sitt fartyg för att förhindra att hon erövrades.
Emden hade under tiden avskilts från den östasiatiska eskadern för att självständigt sänka handelsfartyg i Indiska oceanen. Hon erövrade eller sänkte ett flertal Entente-fartyg, bland annat ångfartyget Ryazan, som omvandlades till hjälpkryssaren Cormoran. I september 1914 gjorde Emden en räd mot Penang och hittade den ryska opansrade kryssaren Zhemchug och den franska jagaren Mousquet och förstörde snabbt båda fartygen. Kort därefter hittades Emden av den australiensiska kryssaren HMAS Sydney utanför Kokosöarna och tvingades stranda efter en våldsam strid.

## Design
1898 års sjöfartslag godkände byggandet av trettio nya lätta kryssare; programmet inleddes med Gazelle-klassen, som utvecklades till Bremen- och Königsberg-klasserna, vilka båda fick successiva förbättringar under byggnadstiden. De två fartygen i Dresden-klassen beställdes i byggprogrammet 1905-1906. Deras konstruktion utgjorde en stegvis förbättring jämfört med den tidigare Königsberg-klassen. De hade samma huvudbatteri med 10,5 cm kanoner på ett något större deplacement med en extra panna för att öka motoreffekten. I likhet med Königsberg-klassen var ett av fartygen - Dresden - utrustat med en ångturbinmotor för att jämföra dess prestanda med den traditionella trippelexpansionsmotorn i ett i övrigt identiskt systerfartyg. Alla efterföljande tyska kryssare använde sig av turbiner.

### Generella egenskaper och maskineri
De två kryssarna i Dresden-klassen var 117,90 meter långa vid vattenlinjen och 118,30 meter långa totalt. De hade en bredd på 13,50 meter och ett djupgående på 5,53 meter. De hade ett deplacement på mellan 3 664 ton och 4 268 ton beroende på last. Deras skrov var konstruerade med tvärgående och längsgående stålramar. Skroven innehöll tretton vattentäta skott och hade en dubbelbotten som sträckte sig över 47 procent av kölens längd.
Fartygen hade god sjövärdighet, men de kunde rulla upp till tjugo grader. De också led av en lätt lovgirighet. Trots detta kunde fartygen vända snävt och var mycket manövrerbara. Dresden och Emden hade en besättning på 18 officerare och 343 värnpliktiga.
Klassens framdrivningssystem bestod av två uppsättningar Parsonturbiner som var konstruerade för att ge 15 000 axelhästkrafter (11 000 kW). Emden var istället utrustad med två trippelexpansionsmotorer med en effekt på 13 500 angivna hästkrafter (10 100 kW). Båda fartygen hade en toppfart på 24 knop (44 km/h). I båda fartygen drevs motorerna av tolv koleldade vattenrörspannor. Båda fartygen rymde upp till 860 ton kol, även om räckvidderna var något olika på grund av deras olika framdrivningssystem. Dresden kunde färdas 3 600 nautiska mil (6 700 km) vid 14 knop (26 km/h), medan Emden hade en räckvidd på 3 760 nmi (6 960 km) vid 12 knop (22 km/h). Den elektriska kraften levererades av tre turbogeneratorer som gav totalt 125 kilowatt vid 110 volt.

### Bestyckning och pansar

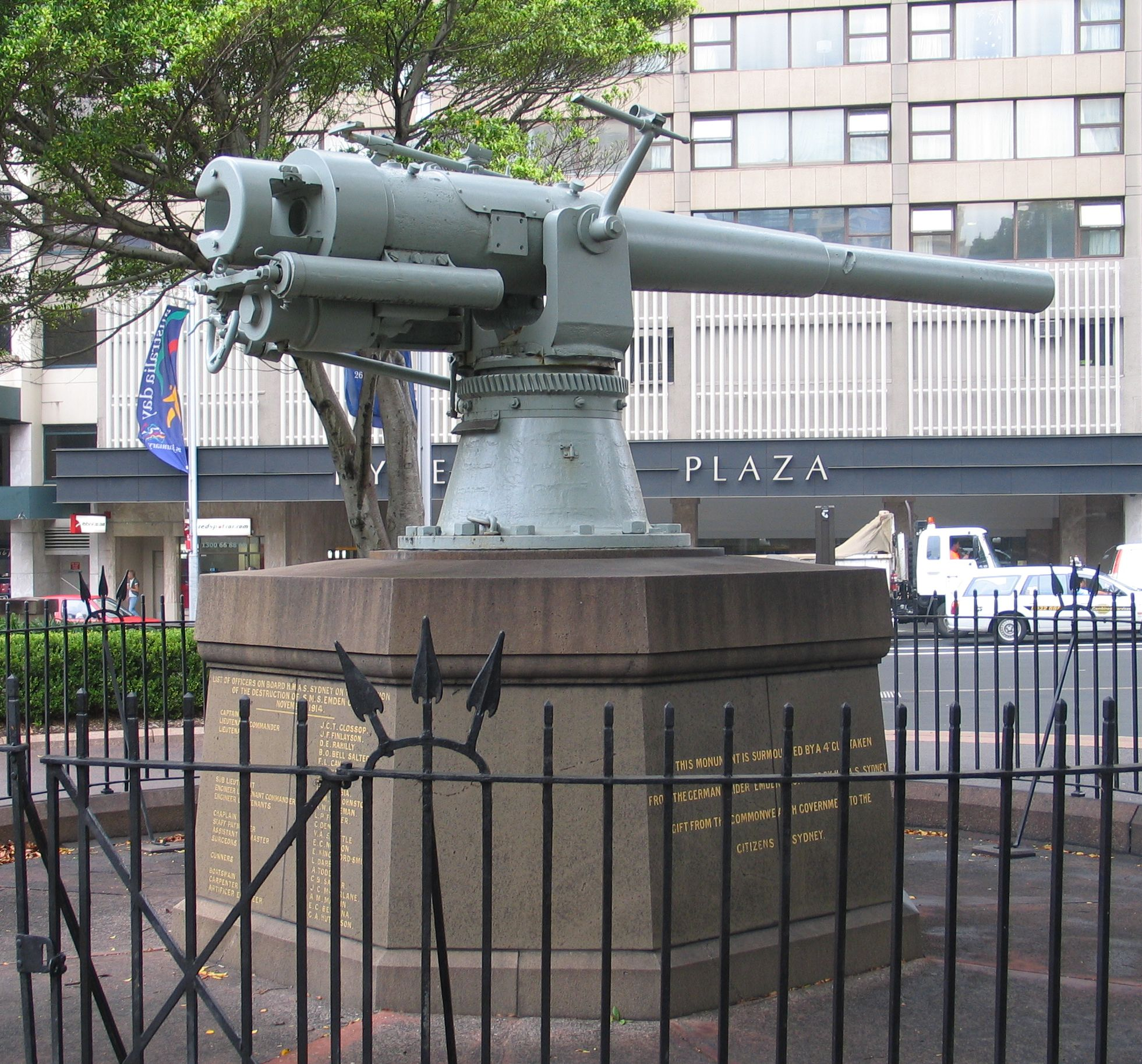
En av Emdens 10,5 cm kanoner bevarad i Sydney.

Fartygen var beväpnade med tio enkelmonterade 10,5 cm SK L/40-kanoner. Två var placerade sida vid sida framåt på fördäck, sex var placerade mittskepps, tre på vardera sidan och två var placerade sida vid sida akterut. Kanonerna hade en maximal elevering på 30 grader, vilket gjorde att de kunde bekämpa mål på upp till 12 700 meter. De fick 1 500 patroner, dvs. 150 patroner per kanon. Fartygen var också utrustade med åtta 52 mm SK L/55-kanoner med 4 000 patroner. Båda fartygen var också utrustade med ett par 45 cm torpedtuber med fem torpeder nedsänkta i skrovet på sidan.
Fartygen skyddades av ett pansardäck som var upp till 80 mm tjockt mittskepps och 50 mm tjockt lutande pansar på sidorna. Däcket reducerades till 30 mm längre akterut och sedan återigen till 20 mm mot aktern.

## Fartyg i klassen
| Namn    | Varv                      | Påbörjad     | Sjösatt        | Driftsättning    |
| ------- | ------------------------- | ------------ | -------------- | ---------------- |
| Dresden | Blohm & Voss, Hamburg     | 1906         | 5 Oktober 1907 | 14 November 1908 |
| Emden   | Kaiserliche Werft, Danzig | 6 April 1906 | 26 Maj 1908    | 10 Juli 1909     |

## Tjänstgöring

### Dresden

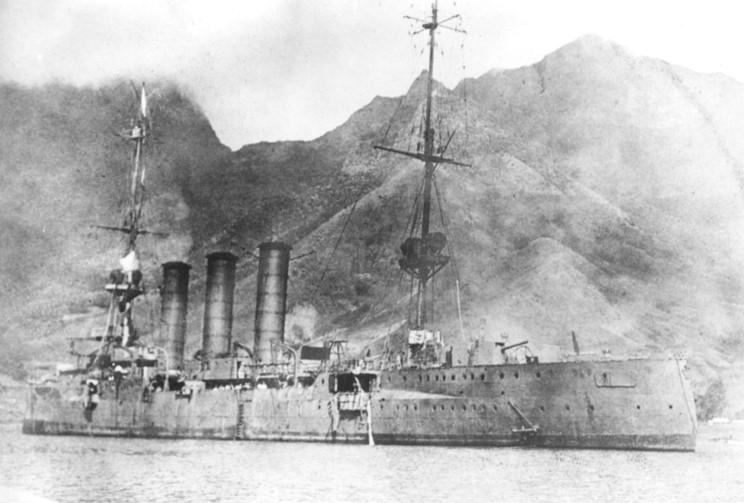
Dresden strax innan hon sänks av sin besättning.

Dresden tillbringade större delen av sin tjänstgöringstid vid utländska baser. Efter sin sjösättning besökte hon Förenta staterna 1909 som en del av Tysklands delegation till Hudson-Fulton jubileumet. Hon återvände till nordamerikanska vatten i slutet av 1913, då hon stationerades utanför den mexikanska kusten för att skydda tyska medborgare under den mexikanska revolutionen. Efter rebellernas seger året därpå evakuerade Dresden den före detta diktatorn Victoriano Huerta till Jamaica, där britterna hade gett honom asyl. Kryssaren var i behov av reparationer och skulle enligt planerna återvända till Tyskland i juli 1914, men utbrottet av första världskriget hindrade detta. I stället jagade Dresden handelsfartyg i sydamerikanska vatten i Atlanten under krigets första månader innan det flyttades till Stilla havet i september och därefter anslöt sig till Maximilian von Spees östasiatiska skvadron.
Dresden deltog i två stora strider med östasiatiska skvadronen. Det första, slaget vid Coronel, ägde rum i november och Dresden angrep den brittiska kryssaren HMS Glasgow. Det andra slaget, slaget vid Falklandsöarna, följde i december, där brittiska slagkryssare utplånade den tyska eskadern; Dresden var det enda fartyg som klarade sig undan. Hon undvek sina brittiska förföljare i flera månader till, tills hon anlöpte Robinson Crusoe-ön i mars 1915. Hennes motorer var utslitna och hon hade nästan inget kol kvar till sina pannor. Fartygets kapten kontaktade de lokala chilenska myndigheterna för att få sitt fartyg internerat under hela konflikten. Där blev det fångat av brittiska kryssare, däribland dess gamla motståndare Glasgow; britterna bröt mot Chiles neutralitet och öppnade eld mot fartyget. Tyskarna sänkte Dresden och majoriteten av besättningen flydde för att interneras i Chile under hela kriget. Vraket ligger fortfarande i hamnen och undersöktes första gången 2002.

### Emden

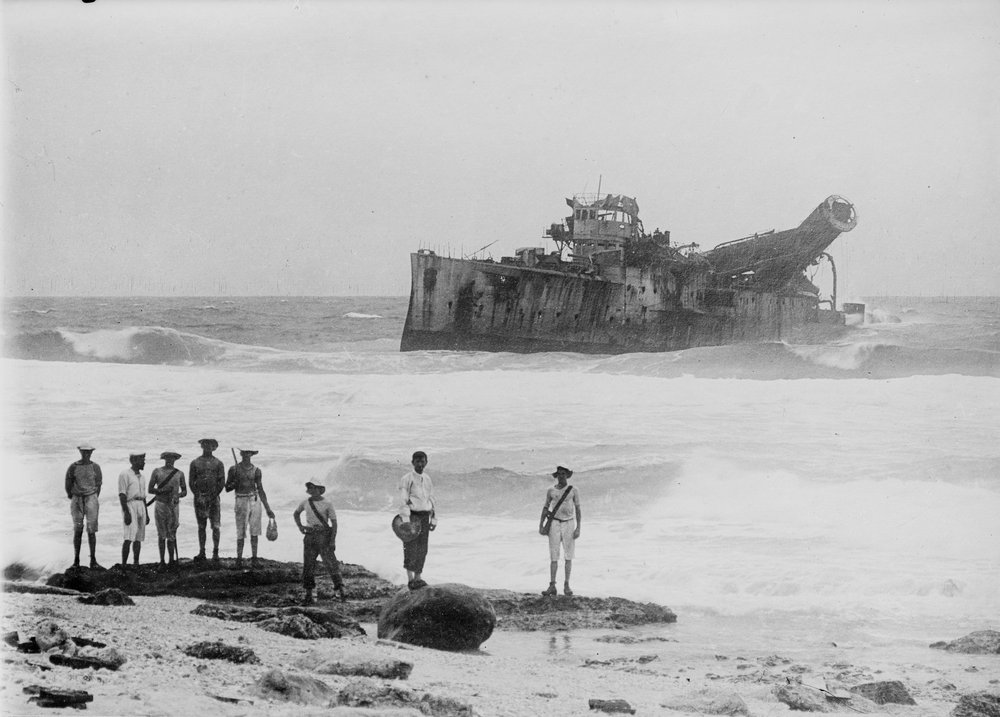
Emdens vrak efter striden.

Efter att ha tagits i bruk placerades Emden i den östasiatiska eskadern. År 1913 blev Karl von Müller fartygets befälhavare. Vid krigsutbrottet var Emden det enda större tyska örlogsfartyget i Tsingtao, den viktigaste tyska flottbasen i Asien. Müller började genast attackera handelsfartyg och lyckades erövra ett fartyg, den ryska ångbåten Ryazan. Emden beordrades därefter att möta upp med resten av Spees kryssare. Hon stannade endast några få dagar i den östasiatiska eskadern, eftersom Müller övertalade Spee att avskilja Emden som ett självständigt fartyg i Indiska oceanen.
Efter att ha anlänt till Indiska oceanen i september kapade Emden flera brittiska handelsfartyg längs sjövägarna från Indien till Aden. Den 22 september besköt fartyget Madras innan det återupptog jakten på handelsfartyg. Hon kapade ytterligare flera fartyg och gjorde sedan en räd mot hamnen i Penang. Där fångade Emden den ryska kryssaren Zhemchug i hamnen och förstörde den snabbt. När Emden var på väg bort mötte hon den franska jagaren Mousquet och sänkte den. Emden fortsatte därefter till Kokosöarna, där Müller hade för avsikt att förstöra en radiostation. Den australiensiska kryssaren HMAS Sydney reagerade på brittiska radio signaler som varnade för tyskarnas närvaro. Efter en häftig artilleriduell orsakade Sydney Emden allvarliga skador och tvingade henne att stranda på North Keeling Island. De flesta av hennes överlevande besättning, inklusive Müller, togs därefter i fångenskap. Fartyget styckades slutligen upp i början av 1950-talet och forslades bort av en japansk skrothandlare, men delar av det ligger fortfarande utspridda över vrakplatsen.